# Long Island
Long Island je otok u saveznoj državi New York te najveći otok u cjelovitom SAD-u (bez Havaja i Aljaske). Otok se sastoji od okruga Queens i Brooklyn na zapadu i taj se dio otoka naziva Long Island City jer spada pod teritorij grada New Yorka, te okruga Nassau i Suffolk na istoku.
Na sjeveru je istoimeni estuarij, a na jugu je Atlantski ocean. Prema procjeni iz 2006., otok je imao 7.559.372 stanovnika, čime je 17. svjetski otok po brojnosti.